# کارلوس براوو (بازیکن فوتبال)
کارلوس براوو (انگلیسی: Carlos Bravo؛ زادهٔ ۱۴ ژانویهٔ ۱۹۹۳) بازیکن فوتبال اهل اسپانیا است.